# Ox-Halbinsel
Die kleine Ox-Halbinsel (irisch Damhros – deutsch „Ochsenvorland“) westlich von Letterfrack im Westen Connemaras im irischen County Galway ist gegabelt. Dawros Beg (irisch Damhros Beag – deutsch „Klein Dawros“) heißt der westliche Arm, der andere Bereich heißt Dawros More (irisch Damhros Mór – deutsch „Groß Dawros“). Die Halbinsel ist ein Paradies für Wanderer. Direkt vorgelagert ist die kleine Insel Roeillaun (irisch Rua-oileán – deutsch „rote Insel“) im Ballynakill Harbour.

## Dawros Beg
Der Meeresarm „Ballynakill Harbour“ wurde seit den 1650er Jahren von Austernfischern genutzt. Anfang des 20. Jahrhunderts waren die Fanggründe ausgebeutet. Die gesamte Gegend beherbergt noch die Relikte der Austernfischerei. Auf Dawros Beg sind es Austernteiche. Sie wurden 1871 von der bereits 1875 in Konkurs gegangenen West Irland Austern und Fisch Companie erbaut, die Austern nach England exportierte. In den 1910ern wurde versucht die Fischerei erneut aufzunehmen, aber der Erste Weltkrieg verhinderte den Erfolg. Der graue Teich ist eine Lagune, die durch einen Damm vom Meer abgetrennt wurde, um europäischen Hummer zu züchten. Wahrscheinlich war er ursprünglich ein Austernteich, der Mitchell Henry gehörte, der die Austernbänke von Ballynakill im Jahre 1878 anmietete.

## Roeillaun Island
Die, wie der irische Name sagt, "rötliche Insel" ist eine unbewohnte Gezeiteninsel nördlich der Halbinsel, die bei Niedrigwasser zu Fuß zugänglich ist. In den verlassenen Häusern am östlichen Ende gibt es in den Wänden, nahe der Herdstelle, Schlafnischen. Eine Quarzader in der Nähe der Küste könnte der Ursprungsort von weißen Menhiren sein, wie dem Menhir von Garraunbaun (irisch An Garrán Bán), der auf einem Hügel oberhalb des Ballynakill Harbour steht.

## Dawros More
Dawros More wird vom Dawros River begrenzt, der Bestandteil der bekannten Lachs- und Meerforellenfischerei bei der Kylemore Abbey ist. Die von einigen Steinen eingefasste Heilige Quelle im Osten wird mit St. Ceannanach, einem der ersten Missionare in Westirland verbunden. Lochán na hOinsi im Norden ist der See der törichten Frau und der 41 m hohe Cnoc an Iolra ist der Hügel des Adlers.